# چشم‌گردواران
چشم‌گردواران (به لاتین: Lorisoidea)، یک بالاخانواده از پستانداران شبگردی است که در سراسر آفریقا و آسیا یافت می‌شود. اعضای آن شامل شب‌دوست و چشم‌گردان هستند. به‌عنوان خیس‌بینیان، چشم‌گردواران به لمورهای ماداگاسکار مربوط می‌شوند و گاهی در فروراسته لمورسانیان جای می‌گیرند، اگرچه گاهی در فروراسته یعنی چشم‌گردسانیان گرگوری، ۱۹۱۵ جای می‌گیرند.

## طبقه‌بندی
- راستهٔ نخستی‌ها
  - زیرراسته خیس‌بینیان
    - فروراستهٔ † آداپیس‌سانیان
    - فروراستهٔ لمورسانیان
      - بالاخانواده لمورواران: لمورها
      - بالاخانواده چشم‌گردواران
        - خانواده چشم‌گردان: چشم‌گردها، پوتوس‌ها و انگوانتیبوها
        - خانواده شب‌دوستان: شب‌دوست‌ها

  - زیررده خشک‌بینیان: تارسیرها، میمون‌ها و میمون‌ها